# Zrušenje mostu Francis Scott Key
Zrušenje mostu Francis Scott Key je nesreča, pri kateri so se 26. marca 2024 ob 01:27 EDT (05:27 UTC) po trku tovorne ladje Dali v enega izmed stebrov zrušili glavni razponi mostu Francis Scott Key Bridge v metropolitanskem območju Baltimora v Marylandu v Združenih državah.
Predstavniki gasilske službe Baltimora so poročaili, da je ob zrušitvi v vodo padlo najmanj sedem vozil. Iz reke so potegnili dve osebi; ena je zdravniško pomoč odklonila, druga pa so v kritičnem stanju prepeljali v bolnišnico. Najmanj šest ljudi je bilo pogrešanih, a so kasneje iskanje preklicali in pogrešane razglasili za mrtve.

## Ozadje
Most Francis Scott Key Bridge, prvotno Outer Harbour Crossing, je bil jeklen most z nosilci v obliki loka. Odprt je bil leta 1977 in se je raztezal čez reko Patapsco, ključno ladijsko pot v pristanišče Baltimore. Ladijska pot je ena najbolj obremenjenih v Združenih državah; po njej se je leta 2023 prepeljalo več kot 444.000 potnikov in 52,3 milijona ton tujega tovora v vrednosti 80 milijard dolarjev. Most je bil tudi del baltimorske obvoznice Interstate 695. Most je bil dolg 2,6 km in s štirimi pasovi, po dva v vsako smer, v povprečju ga je dnevno prevozilo 34.000 vozil.
Dali je kontejnerska ladja, zgrajena leta 2015, z dolžino 300 m, 48 m širine in 12,2 m ugreza in 22 člani posadke. Ladja je registrirana v Singapurju in je v lasti grškega podjetja. Leta 2016 je ladja zadela pomol v pristanišču Antwerpen, kar je zahtevalo popravila, poškodovanih v incidentu ni bilo. Dali je pred trkom iz Paname priplula v ZDA; 19. marca 2024 je prispela v New York, preden je 23. marca prispela v Baltimore. Od 26. marca dalje je ladjo najelo logistično podjetje Maersk. Vsi člani posadke so bili indijski državljani, ladjo pa sta krmarila dva lokalna pomorska pilota.
Glavni ladijski kanal pod mostom je bil ocenjen na 15 metrov globine, medtem ko grafikon Nacionalne uprave za oceane in atmosfero 12281 kaže, da globina pri podporah mostu znaša približno 9,1 m. Po podatkih NOAA je imela voda v času trka 8 °C.

## Zrušitev
Dali je 26. marca 2024 ob 00:44 EDT zapustila pristanišče Baltimore proti Colombu na Šrilanki. Kmalu zatem naj bi s plovila, na katerem sta bila že vkrcana dva pilota, obvestili upravo za promet Marylanda, da je izgubilo nadzor nad plovilom zaradi izgube pogona in da je možen trk z mostom. Izdan je bil klic v sili, ki je omogočil ustavitev prometa čez most. Tik pred trkom so se na ladji za nekaj trenutkov ugasnile luči in nato spet prižgale. Pred trkom je bil viden tudi dim iz Dalija. Ladja je v sklopu nujnih postopkov odvrgla sidra. Ob 01:27 je ladja s hitrostjo 8 kn (15 km/h) zadela podporni steber mostu. Trk in delno zrušitev so posneli. Podatki AIS kažejo, da je ladja ob 01:25 potovala s hitrostjo 8,7 kn (16,1 km/h), nato zapustila kanal in upočasnila na 6,8 kn (12,6 km/h).
Most se je zlomil na več mestih, posamezni deli pa so gledali iznad gladine, cestišča pa so se podrla ob podpornih stebrih. Dali je zajel ogenj, del mostu pa se je ustavil na njenem premcu,  zaradi česar se je ladja ustavila. Tiskovni predstavnik gasilske službe Baltimora je dejal, da so bila na mostu v času zrušitve prisotna vozila, vključno z enim v velikosti traktorske prikolice. Predstavnik prometne uprave Marylanda na prizorišču je reševalcem povedal, da je v času zrušitve najmanj 20 delavcev na mostu popravljalo luknje. Paul Wiedefeld, minister za promet Marylanda, je dejal, da so izvajalci v času zrušitve izvajali popravila betonskega cestišča. Prebivalec, ki živi v bližini mostu, je dejal, da ga je prebudilo ropotanje, ki je nekaj sekund po zrušenju streslo njegovo bivališče, kar ga je spomnilo na potres.
Intervencijske ekipe so začele sprejemati klice 911 ob 01:30. Baltimorska policijska uprava je bila o zrušenju obveščena ob 01:35. Župan Baltimora Brandon Scott je dejal, da je reševalno osebje na kraju dogodka in da je on na poti do prizorišča. Pričela se je intervencija in iskanje pogrešanih. Ameriška obalna straža je v okviru reševalne akcije napotila čolne in helikopter. V iskanje v reko padlih ljudi so bili napoteni tudi reševalni potapljači. V reševanje je bilo vključenih skupno 50 potapljačev, razdeljenih v osem ekip.

## Žrtve
Na tiskovni konferenci ob 06:30 EDT je poveljnik baltimorskih gasilcev James Wallace dejal, da so iz reke rešili vsaj dve osebi, od katerih je bila ena v zelo resnem stanju, druga oseba pa naj bi bila nepoškodovana. Najmanj šest ljudi naj bi bilo pogrešanih.
Wallace je še povedal, da je sonar zaznal v reki potopljena vozila, in dodal, da intervencijske službe pri iskanju uporabljajo tudi brezpilotna letala in infrardečo tehnologijo. Okoli 10.55 je Wallace potrdil, da je bilo pet vozil v rečni strugi označenih z infrardečo tehnologijo in bočnim sonarjem.
Skupina Synergy Marine Group, ki upravlja Dali, je sporočila, da je bilo za posadko ladje, vključno z dvema pilotoma, poskrbljeno, da ni utrpela nobenih poškodb ter da po incidentu ni prišlo do onesnaženja.

## Posledice
Ameriški sekretar za promet Pete Buttigieg je dejal, da je v stiku z guvernerjem Marylanda Wesom Moorom in županom Scottom, da bi ponudil podporo ministrstva, voznikom pa svetoval sledenje obvozom. Moore je nato zaradi katastrofe razglasil izredne razmere. Wiedefeld je odredil prekinitev vseh ladijskih prevozov v in iz pristanišča Baltimore do nadaljnjega, čeprav naj bi kopenski objekti ostali odprti za tovornjake.
Ceste, ki vodijo v Baltimore prek poti v bližini mostu, so bile zaprte. Cestni promet je lahko prečkal reko prek predorov Fort McHenry in Baltimore Harbour, a vozila z nevarnimi snovmi tu niso dovoljena. Opozorila o prometnih zastojih so bila izdana voznikom vse do Virginije. Nesreča je tudi blokirala pomorski dostop do pristanišča Baltimore in v pristanišču ujela več plovil.
Ob 08:09 je Zvezna uprava za letalstvo objavila vzpostavitev začasne omejitve letenja okoli zrušenega mostu, ki je veljala od 08:15, prepoved velja tudi za brezpilotna letala. O katastrofi je bil obveščen tudi predsednik Joe Biden. V kasnejšem nagovoru je dejal, da bo zaprosil kongres za financiranje obnove mostu.
Družba Maersk, ki je najela plovilo, je ob odprtju trgovanja na borzi Nasdaq v Kopenhagnu 26. marca zabeležil upad delnic za približno 2 %. Ob 11:28 je vodstvo Maerska sporočilo, da bo podjetje v bližnji prihodnosti začasno ustavilo vse storitve do Baltimora.
V zvezi z zrušitvijo je po spletu začelo krožiti več lažnih informacij, da je bila ladja žrtev kibernetskega napada, da je šlo za teroristični napad ter da je za zrušitev kriv Izrael. Lažne informacije o vpletenosti Izraela so vključevale posnetke zaslona vandaliziranega članka na angleški Wikipediji. Nekatere lažne novice so posnetke napada na Krimski most predstavile kot eksplozijo (ki je ni bilo) pred zruštivijo mostu Francis Scott Key.

## Preiskava
Nacionalni odbor za varnost v prometu je sporočil, da je pričel uradno preiskavo in da je na kraj poslal ekipo. Na kraj dogodka je bil napoten tudi Zvezni preiskovalni urad, ki pa je ovrgel sume terorizma.

## Strukturni vidiki
Trk Dalija v južni glavni steber naj bi povzročil zrušitev celotnega razpona, ta pa je porušil več ostalih stebrov. Ker se most za ohranjanje integritete zaradi zasnove zanaša na svojo celotno strukturo, se je po zrušitvi srednjega in južnega razpona kmalu zrušil še severni. Vsako porušitev je trajala nekaj sekund in v 30 sekundah je celoten osrednji razpon padel v reko.